# World Tour Racing
World Tour Racing est un jeu vidéo de course sorti en 1997 sur Jaguar CD. Le jeu a été développé par Teque Software Development Ltd. et édité par Telegames.